# قائمة سفراء قطر لدى الصين
السفير القطري في بكين هو الممثل الرسمي للحكومة في الدوحة لدى حكومة جمهورية الصين الشعبية، كما يمثل الحكومة رسميا لدى جمهورية كوريا الشعبية الديمقراطية.  أقامت الحكومتان في الدوحة وبكين علاقات دبلوماسية في يوليو 1988. 

## قائمة الممثلين
| الاعتماد        | السفير                      | ملاحظات                                                                                             | رئيس الوزراء | رئيس وزراء جمهورية الصين الشعبية              | فترة |
| --------------- | --------------------------- | --------------------------------------------------------------------------------------------------- | --- | --------------------------------------------- | ---- |
| أغسطس 23، 1989  | محمد سعد الفهيد             | محمد سعد الفهيد كان أول سفر لدولة قطر لدى الصين                                                     | خليفة بن حمد آل ثاني | لي بينغ                                       |      |
| يناير 1، 1990   | تاوفيت هاليد                | [ 4 ]                                                                                               | خليفة بن حمد آل ثاني | لي بينغ                                       |      |
| ديسمبر 27، 1995 | محمد عبد الغني              | تم اعتماده بتاريخ 27 ديسمبر 1995                                                                    | خليفة بن حمد آل ثاني | لي بينغ                                       |      |
| ديسمبر 3، 1999  | صالح عبد الله البوعينين     | [ 7 ]                                                                                               | عبد الله بن خليفة آل ثاني | تشو رونغي                                     |      |
| ديسمبر 28، 2005 | عبد الله عبد الرحمن المفتاح | [ 7 ]                                                                                               | عبد الله بن خليفة آل ثاني | وين جيابو                                     |      |
| مارس 1، 2012    | حمد الخليفة                 | | حمد بن جاسم بن جابر آل ثاني | وين جيابو                                     |      |
| مارس 2، 2015    | سالم المنصوري               | القرار الأميري رقم 144 لسنة 2013 بتعيين السيد سلطان سالمين سعيد المنصوري سفيراً لدولة قطر لدى الصين. | عبدالله بن ناصر بن خليفة آل ثاني | لي كه تشيانغ                                  |      |
| يوليو 26، 2019  | محمد بن عبدالله الدهيمي     | [ 8 ]                                                                                               | - عبدالله بن ناصر بن خليفة آل ثاني (حتى 28 يناير 2020) - خالد بن خليفة بن عبد العزيز آل ثاني (حتى 7 مارس 2023) - محمد بن عبدالرحمن بن جاسم آل ثاني | - لي كه تشيانغ (حتى 11 مارس 2023) - لي تشيانغ |      |